# Wonder Woman Golden Lasso Coaster
Wonder Woman Golden Lasso Coaster est un parcours de montagnes russes single-rail. situé à Six Flags Fiesta Texas. Construit par Rocky Mountain Construction (RMC), il a la particularité d'être le premier prototype du modèle Raptor Track. RailBlazer ouvert quelques semaines plus tard à California's Great America est similaire, mais possède un parcours en miroir par rapport à Wonder Woman Golden Lasso Coaster.

## Histoire
Six Flags Fiesta Texas a annoncé la fermeture de l'attraction aquatique Power Surge au milieu de l'été 2017,,. Power Surge a fermé le 23 juillet 2017. Le parc a commencé à parler d'une nouvelle attraction pour la saison 2018 et le 3 août 2017, il a officiellement annoncé l'arrivée de ces montagnes russes, premières de leur genre, présentant le nouveau concept de montagnes russes à rail unique de Rocky Mountain Construction.

Les montagnes russes devaient initialement ouvrir le 10 mars 2018, avec une pré-ouverture une semaine avant, cependant son ouverture a été retardée deux fois jusqu'à son ouverture le 12 mai 2018. Les montagnes russes sont sur le thème du personnage DC Comics, Wonder Woman,.

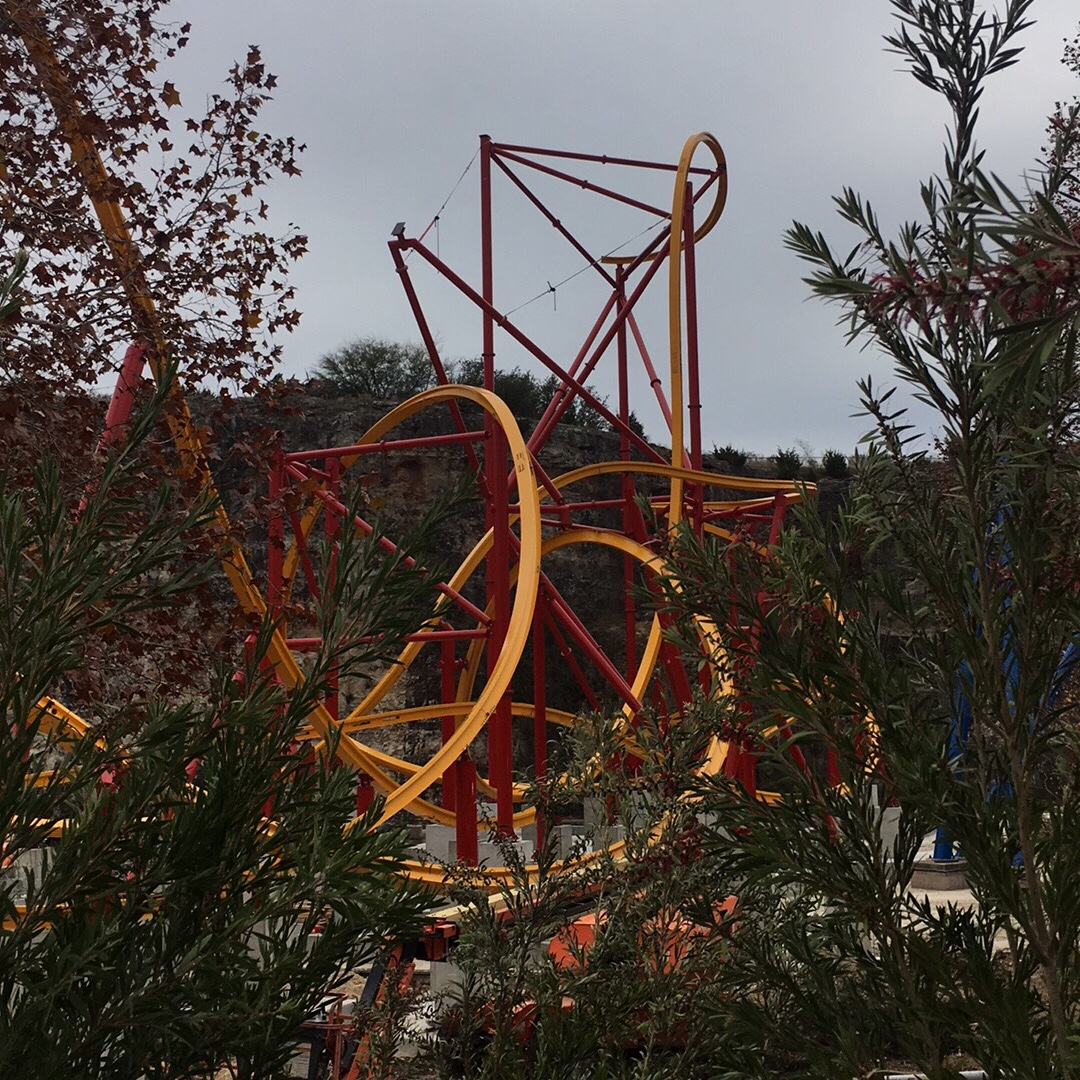
Wonder Woman Golden Lasso Coaster en cours de construction en décembre 2017.
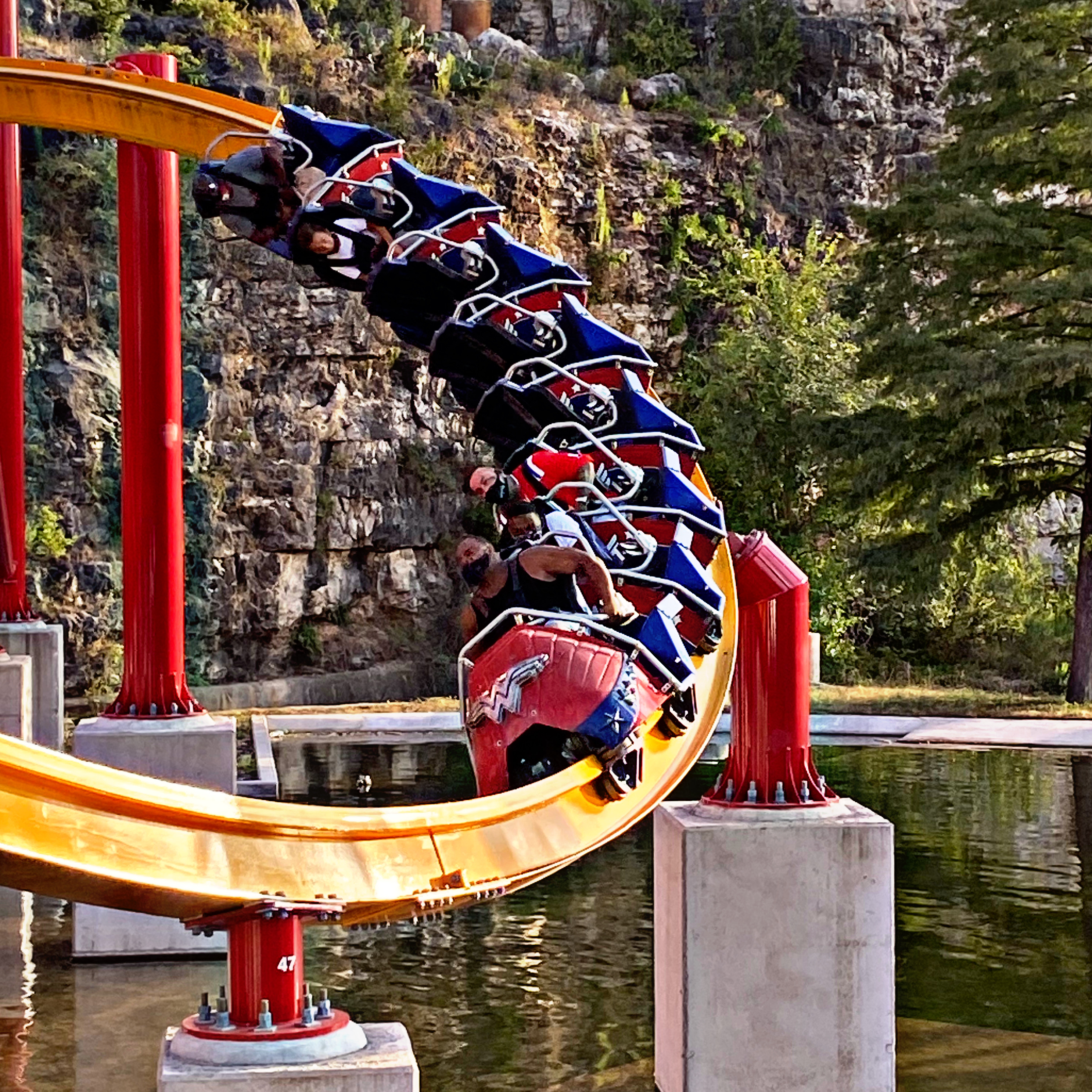
Train sur le parcours.